# Longitud de guerra
Longitud de guerra es una película mexicana de drama histórico, dirigida por Gonzalo Martínez Ortega en 1976. Basada en la novela Tomochic de Heriberto Frías; narra la historia de la rebelión de los habitantes del pueblo de Tomochi, Chihuahua, contra el gobierno de Porfirio Díaz en 1891.

## Argumento
Longitud de guerra se encuentra inspirada en la novela Tomochic de Heriberto Frías, quien cuenta su experiencia como soldado del ejército federal que reprimió la rebelión de Tomochi en 1891.
La película inicia en 1886 mostrándonos los antecedentes de los tomochitecos como soldados voluntarios en el combate a los apaches bajo el mando de Joaquín Terrazas; su posterior retorno a la vida civil y el desarrollo de una particular conciencia socio-religiosa autonomista que los lleva a enfrentarse con los signos del poder que los oprimen: los caciques locales (presidentes seccionales, municipales, jefes políticos, gobernador, etc. ), las compañías mineras y madereras extranjeras favorecidas por el gobierno de Porfirio Díaz y el gobernador Lauro Carrillo y, posteriormente, la Iglesia católica.
El pueblo se divide entre una minoría que ejerce el poder y respeta a la autoridad, encabezada por el cacique y presidente seccional Reyes Domínguez (Aarón Hernán) y una mayoría rebelde liderada por Cruz Chávez (Bruno Rey) que ejerce un liderazgo político y religioso.
Su primer enfrentamiento con el gobierno se da cuando tras una visita del gobernador Lauro Carrillo, este sustrae las pinturas de origen colonial de los santos de la Iglesia de Tomochi; que finalmente y ante la exigencia de los tomochitecos, les devuelve; posteriormente los principales líderes del grupo viajan a visitar a Teresa Urrea la Santa de Cábora, de quien se vuelven fervientes seguidores.
A su retorno, reciben la visita del sacerdote Rosendo Castelo, quien recrimina acremente que hubieran colocado la imagen de Teresa Urrea en el altar de la iglesia y las ceremonias religiosas realizadas por Cruz Chávez, llamándolos herejes e ignorantes. Ante ello, Chávez y la mayoría del pueblo se rebelan contra el y desconocen su autoridad religiosa. Castelo recurre a la autoridad civil para tratar de hacerlos volver a la obediencia, con el único resultado de que los tomochitecos desconozcan también dichas autoridades.
Diferentes intereses particulares se conjugan para exagerar las condiciones de rebelión los tomochitecos, que llegan en forma de informes exagerados al gobernador Lauro Carrillo, quien a su vez también los magnifica en sus reportes al gobierno federal, teniendo como consecuencia la orden de represión del ejército contra los rebeldes.
Los partidarios del gobierno dejan el pueblo y los rebeldes reciben el apoyo de grupos serranos cansados como ellos de los abusos de poder de la clase gobernante, en particular de la gavilla liderada por Pedro Chávez (Héctor Suárez); aprovechando su conocimiento del terreno y usando una estrategia para engañar a los militares, los tomochitecos derrotan al primer contingente federal enviado a reducirlos; en consecuencia y por orden directa de Porfirio Díaz, un mayor destacamento es enviado con la orden de arrasar el pueblo.
Los rebeldes, parapetados en la iglesia y en el denominado cuartelito, resisten el avance del ejército; pero finalmente van siendo diezmados por la superioridad numérica y de armamento; finalmente los soldados incendian la iglesia, que obliga a salir a sus defensores y a muchas mujeres y niños ahí refugiados que son muertos en el combate. La película culmina con la muerte de todos los rebeldes y gran parte de la población civil, sobreviviendo solamente un pequeño grupo de mujeres y niños.

## Reparto
- Bruno Rey como Cruz Chávez, líder de los tomochitecos.
- Narciso Busquets como Gral. José Manuel Muriel.
- Pedro Armendáriz Jr. como Manuel Chávez, hermano de Cruz Chávez.
- Aarón Hernán como Reyes Domínguez, presidente seccional de Tomochi.
- Lina Montes como Antonia la Medrano.
- Mario Almada como Joaquín Terrazas.
- Jorge Humberto Robles como David Chávez.
- Martha Navarro como Clara Calderón.
- Ramón Menéndez como Cap. Genaro Chacón.
- Víctor Alcocer como José Ignacio Chavira.
- Eugenia D. Silva como Trinidad, mujer de Cruz.
- Lucía Guilmain como Consolación Chávez, hermana de Cruz Chávez y esposa de Reyes Domínguez.
- Jorge Russek como Lauro Carrillo, gobernador de Chihuahua.
- Óscar Morelli como Coronel Laureano.
- Rodrigo Puebla como Chabolé.
- Fernando Balzaretti como Heriberto Frías.
- Juan Ángel Martínez como Cap. Corral
- Evangelina Martínez como Felipa Gallegos.
- Dora Elsa Olea como Sara Lina.
- Sebastián Ligarde como Erasmo Calderón.
- Rogelio Flores como Mayor Santana Pérez.
- Jose Brown como Mr. Harrison
- Roberto Sosa como Capitán Medina.
- José Luis Almada como Jorge Ortíz.
- Benjamín Blanco como Silviano González.
- Alma Delfina como Agustina Domínguez Chávez, hija de Reyes Domínguez y Consolación Chávez.
- Héctor Suárez como Pedro Chaparro.
- Leticia Perdigón como Magdalena Ortega
- Hugo Stiglitz como "San José".

## Premios
Recibió cuatro nominaciones a los premios Ariel de 1977, entre ellos a Mejor Película y Mejor Director; obtenidas ambas por La pasión según Berenice y su director Jaime Humberto Hermosillo.
Fue además la película representante de México al Óscar a la mejor película de habla no inglesa; sin embargo no recibió la nominación.